# FK Dinamo Minsk
FK Dinamo Minsk (bjeloruski: Дынама Мiнск, ruski: Динамо Минск) bjeloruski je nogometni klub iz Minska. Klub je osnovan 1927. godine, kao dio Sovjetskog Dinamovog sportskog društva. Dinamo Minsk je jedini klub iz Bjeloruske Sovjetske Socijalističke Republike, koji je sudjelovao u Sovjetskoj Višoj ligi igrali su 39 od 54 sezone, te su osvojili prvenstvo 1982. godine. Od neovisnosti Bjelorusije klub sudjeluje u Bjeloruskoj Premijer ligi, te je osvojio 9 naslova prvaka i 3 kupa. Domaće utakmice igra na Nacionalnom olimpijskom stadionu Dinamo koji ima kapacitet od 22.000 mjesta.

## Povijest
- 1927., klub osnovan kao Dinamo Minsk
- 1954., rasformiran
- 1954., ponovno osnovan kao Spartak Minsk
- 1959., preimenovan u Bjeloruski Minsk
- 1962., preimenovan u Dinamo Minsk

## Trofeji
- Bjeloruska Premijer liga
  - Prvak (9): 1992., 1992./93., 1993./94., 1994./95., 1995., 1997., 2004., 2023., 2024.
  - Doprvak (6): 1996., 2001., 2005., 2006., 2008., 2009., 2014., 2015., 2017.

- Bjeloruski kup
  - Osvajač (3): 1992., 1993. – 1994., 2002./03.
  - Finalist (3): 1995./96., 1997./98., 2012./13.

- Sovjetska Viša liga
  - Prvak (1): 1982.
  - Trećeplasirani (3): 1954., 1963., 1983.

- Sovjetski nogometni kup
  - Finalist (1): 1986.

- Bjeloruska sovjetska liga
  - Prvak (7): 1937., 1938., 1939., 1945., 1951., 1956., 1975.

- Nogometni kup Bjeloruske SSR
  - Osvajač (2): 1936., 1940.

- Sezonski kup
  - Osvajač (1): 1994.

## Vanjske poveznice
- Službena stranica
- Dinamo Minsk na UEFA.COM